# Cephaloleia marantae
Cephaloleia marantae es una especie de  coleóptero de la familia Chrysomelidae.
Fue descrita científicamente en 1957 por Uhmann.